# Epitherina
Epitherina là một chi bướm đêm thuộc họ Geometridae.

## Các loài
- Epitherina bahmana
- Epitherina ghirshmani
- Epitherina kusnetzovi Viidalepp, 1992
- Epitherina rhodopoleos